# Yi qi
Yi qi var en art eller klad av Yi, som levde i det som är idag Hubei, en provins i norra Kina.
Yi qi hade vingar av flyghud, likt dagens fladdermöss, vilket hölls av ett extra ben mellan handen och underarmen.
Yi qi kan ha använt vingarna för att flyga eller glidflyga genom luften.

## Prov och fyndplats
Yi qi är endast känd från ett fossilt prov, alltså ett 
holotype, vilket hittades i den geologiska formationen Tiaojishan Formation i Hubei.
Holotypet är hos den kinesiska museet Shandong Tianyu Museum, och är där katalogiserad som STM 31-2.
Provet består av ett partiellt och artikulerat skelett från en adult individ, vilket var bevarad med fjädrar och flyghud runt kroppen.
Även färgpigment har hittats hos flera områden hos fjädrarna och flyghuden, vilket har avslöjat färgerna som individen hade när den levde. 
Färgpigmenten har upptäckts med hjälp av svepelektronmikroskop.

## Färgen på kroppen
Med hjälp av elektronmikroskop så har man hittat de två typerna av celltypen melanin hos provet STM 31-2 som skapar färg, nämligen eumelanin och phaeomelanin.  
Eumelanin ger mörka färger, som svart och brun, och hos fjädrarna av kroppen hos provet STM 31-2 så hittade man eumelanin som skapade svart färg.
Phaeomelanin skapar röd-lika färger som röd och gul, och hos fjädrarna av huvudet hittade man pheomelanin som skapade gulbrun färg.
Phaeomelanin hittades även hos vingarna, vilket skapade också röd- lik färg.